# Plecoptera polymorpha
Plecoptera polymorpha là một loài bướm đêm trong họ Erebidae.